# Жидиловка (Тамбовская область)
Жидиловка — село в Мичуринском районе Тамбовской области России. 
Административный центр Жидиловского сельсовета.

## География
Село расположено по берегам реки Алешня.

## Население
| 1989 | 2002 | 2010 |
| ---- | ---- | ---- |
| 504  | ↘423 | ↗493 |

Согласно результатам переписи 2002 года, в национальной структуре населения русские составляли 99 % от жителей.

## История
Основано в 1636 году на Жидиловской поляне, название которой в свою очередь произошло от человека, носившего фамилию Жидилков.
О селе содержатся сведения в писцовой книге за 1651—1652 годов: «Село Жидиловка на реке, на Олешне, а в нем церковь… И всего в селе Жидиловке 32 двора, да два места дворовых помещиков, а людей в них 81 человек…».
В 1856 году в центре села на средства прихожан была построена церковь. До революции крупным арендатором здесь был М. М. Хаванский, на землях которого и работали по найму жители Жидиловки.
В 1930 году в Жидиловке был образован колхоз «Красная Армия» (В 1960 году присоединён к совхозу «Зеленый Гай»).
В годы Великой Отечественной войны погибло более 260 селян, 79 пропало без вести.